# حادثة الاغتصاب في أوكيناوا
حادثة الاغتصاب في أوكيناوا (بالإنجليزية: Okinawa rape incident)‏ هي حادثة مروعة وقعت في 4 سبتمبر 1995 عندما قام ثلاثة عسكريين أمريكيين وهم البحار ماركوس جيل البالغ من العمر 22 عامًا، والجندي رودريكو هارب البالغ من العمر 21 عامًا من مشاة البحرية، وكيندريك ليديت البالغ من العمر 20 عامًا، وكلهم كانوا يخدمون في معسكر هانسن في أوكيناوا، باستئجار سيارة وخطف فتاة يابانية تبلغ من العمر 12 عامًا. قاموا بضربها، وأغلقوا عينيها وفمها بشريط لاصق، وقيدوا يديها. ثم قام جيل وهارب باغتصابها، بينما ادعى ليديت أنه تظاهر بالمشاركة في الاغتصاب خوفًا من جيل.
تمت محاكمة الجناة وإدانتهم في المحكمة اليابانية وفقًا للقانون الياباني، وذلك بناءً على اتفاقية وضع القوات بين الولايات المتحدة واليابان. في البداية، ادعت عائلات المتهمين أن المسؤولين اليابانيين مارسوا التمييز العنصري ضد الرجال لأنهم جميعًا من أصل أفريقي أمريكي، وأنهم أجبروهم على الاعترافات، لكنهم تراجعوا لاحقًا عن هذه الادعاءات. أدت الحادثة إلى مزيد من النقاش حول استمرار وجود القوات الأمريكية في اليابان، خاصة بين سكان أوكيناوا.

## ردود الفعل
لم تُنشر صور وجوه المشتبه بهم في وسائل الإعلام اليابانية تقريبًا. كان المسؤولون الإعلاميون قلقين من أن يؤدي نشر هذه الصور إلى تأجيج الغضب الشعبي وإضفاء طابع عنصري على القضية إذا تم التركيز على عرق المتهمين. وصرّح مسؤول في العلاقات العامة للقوات الأمريكية من مقرها في قاعدة يوكوتا في اليابان، بأنه لا يمكنه الكشف عن عرق المتهمين احترامًا لخصوصيتهم.
بعد انتشار خبر الحادثة، تصاعد الغضب الشعبي، خاصة بشأن اتفاقية "وضع القوات" بين الولايات المتحدة واليابان، التي تمنح أعضاء القوات الأمريكية بعض الإعفاءات القانونية، بما في ذلك المكان الذي يُحتجز فيه المشتبه بهم. ورغم وقوع الجريمة بعيدًا عن القواعد العسكرية الأمريكية، احتجزت الولايات المتحدة المتهمين في 6 سبتمبر. انتشرت شائعات زائفة بأن المشتبه بهم كانوا يتجولون بحرية داخل القاعدة ويتناولون وجبات مثل الهمبرغر، في حين تم احتجازهم في سجن عسكري إلى أن وجهت السلطات اليابانية لهم التهم.
رغم الطلب الفوري من السلطات اليابانية لتسلم المتهمين ومحاكمتهم، لم يسلم المتهمين إلى السلطات اليابانية إلا في 29 سبتمبر بعد توجيه لوائح اتهام رسمية بحقهم. جاء هذا التأخير وفقًا لبنود الاتفاقية التي تنص على أن "تظل حراسة المتهم من أفراد القوات المسلحة الأمريكية بيد الولايات المتحدة حتى توجيه تهم رسمية إليه." ورغم نقل المتهمين يوميًا إلى مقر الشرطة في ناها للاستجواب، أدى هذا التأخير إلى زيادة الغضب الشعبي وتصاعد المشاعر المناهضة للوجود الأمريكي بين سكان أوكيناوا واليابانيين عمومًا.
أصدرت الجمعية التشريعية لمحافظة أوكيناوا قرارًا للاحتجاج على تصرفات القوات الأمريكية. وفي 21 أكتوبر، بلغت حركة الاحتجاج ذروتها حيث عُقدت مظاهرة في مدينة غينوان للاحتجاج على الحادثة والقواعد العسكرية الأمريكية. شارك حوالي 85 ألف شخص في المظاهرة، بما في ذلك محافظ أوكيناوا حينها ماساهيدي أوتا، وكانت هذه أكبر مظاهرة في أوكيناوا منذ توقيع المعاهدة في عام 1960. ورفض أوتا حتى توقيع الوثائق اللازمة للقواعد العسكرية الأمريكية.
نتيجة لهذه الاحتجاجات بشأن مسألة الاختصاص القضائي، قدمت الولايات المتحدة تنازلات ووافقت على النظر في تسليم المشتبه بهم إلى اليابانيين قبل صدور قرار اتهام إذا كانت الجريمة المزعومة خطيرة بما يكفي لتبرير ذلك. تم التوصل إلى هذا الاتفاق خلال اجتماع طارئ بين الرئيس الأمريكي بيل كلينتون ورئيس الوزراء الياباني ريوتارو هاشيموتو. كما نشر سكان أوكيناوا إعلانًا على صفحة كاملة في صحيفة نيويورك تايمز يدينون فيه حادثة الاغتصاب وأوجه أخرى من القواعد الأمريكية في أوكيناوا.
كان الأدميرال ريتشارد ماكي قائد القيادة الأمريكية في المحيط الهادئ وقت وقوع الهجوم. وفي مؤتمر صحفي في نوفمبر 1995، وصف تصرفات الجنود بأنها "غبية تمامًا"، وقال: "بالمال الذي دفعوه لاستئجار السيارة المستخدمة في الجريمة، كان بإمكانهم الحصول على فتاة (عاهرة)." أثارت هذه التصريحات موجة واسعة من الانتقادات لحساسيتها، مما أدى إلى إقالته من منصبه وإحالته إلى التقاعد المبكر. كما خُفضت رتبته العسكرية من أميرال بأربع نجوم إلى أميرال خلفي بنجمتين، مما قلل معاشه الشهري من 7,384 دولارًا إلى 5,903 دولارات.

## المحاكمة
أقر جيل بذنبه في جريمة الاغتصاب، بينما اعترف الرجلان الآخران بالتآمر على ارتكاب الجريمة. اختتمت المحاكمة في مارس 1996، حيث طالب الادعاء بتطبيق العقوبة القصوى البالغة 10 سنوات لكل من المتهمين. حكم القاضي على جيل وهارب بالسجن لمدة سبع سنوات، بينما تلقى ليدت حكمًا بالسجن لمدة ست سنوات ونصف. بالإضافة إلى ذلك، دفعت عائلات المتهمين "تعويضات مالية" لعائلة الضحية، وهو إجراء شائع في اليابان.

## النهاية
قضى الرجال الثلاثة أحكامهم في السجون اليابانية وتم الإفراج عنهم في عام 2003، ثم تم تسريحهم من الجيش بشكل غير مشرف. انتقد رودريكو هارب بعد إطلاق سراحه ظروف السجن في اليابان وقال إن عمل تجميع الإلكترونيات الذي أُجبر على القيام به في السجن كان بمثابة عمل عبودية.
توفي ليديت، الذي ادعى أنه لم يغتصب الفتاة، في عام 2006 فيما يبدو أنه جريمة قتل وانتحار في الولايات المتحدة. عثر عليه في شقة بالطابق الثالث تعود للورين كوبر، وهي طالبة جامعية في جامعة كينيسو ستيت كانت على علاقة به، والتي يبدو أنه اغتصبها وقتلها خنقاً. ثم أنهى حياته باستخدام سكين لقطع أوردته عند المرفقين.
في عام 2008، تم إصدار فيلم بعنوان "النفس الأول لتينغان راي" مستوحى من حادثة أوكيناوا.

## وصلات خارجية
Ex-Marine decries nature of Japan prison work